# Kompleks pszenny dobry
Kompleks pszenny dobry (2) — kompleks przydatności rolniczej gleb do którego zaliczają się gleby nieco mniej żyzne i urodzajne niż gleby, które zawiera kompleks pszenny bardzo dobry. Mniejsza urodzajność tych gleb wynika z mniej korzystnego składu granulometrycznego, co przekłada się na gorszą uprawę roli oraz zmiany poziomu wód gruntowych, co powoduje okresową gorszą przewiewność i niedobory wilgoci. Gleby tego kompleksu nie są glebami wadliwymi, ponieważ niekorzystne cechy występują w nieznacznym stopniu. Na glebach kompleksu drugiego (2) można uprawiać wszystkie rośliny, ale plony podobne do tych uzyskiwanych na glebach kompleksu pszennego bardzo dobrego uzyskuje się przy korzystnym przebiegu pogody i przy właściwej agrotechnice. W klasyfikacji bonitacyjnej gleby tego kompleksu zaliczane są do klasy III a i III b. Gleby kompleksu pszennego dobrego różnią się od gleb kompleksu pszennego bardzo dobrego następującymi cechami:
- cięższy skład granulometryczny zwiększający możliwość oglejenia,
- gorsza przepuszczalność i strukturalność,
- mniejsza miąższość poziomu próchnicznego (A1)
- głębsze i silniejsze odwapnienie,
- większe zalewanie i zlewność,
- późniejsze rozpoczęcie prac polowych w związku z gorszym położeniem.

Wieloletnie (1989-2002/03 r.) badania odnośnie do wpływu jakości gleby na plonowanie zbóż wykazały, że na glebie należącej do kompleksu pszennego dobrego uzyskiwano plony rzędu (w t/ha): 5,42 (pszenica jara), 5,28 (jęczmień jary), 6,51 (pszenica ozima), 6,33 (jęczmień ozimy).
Również wieloletnie (1978-2001 r.) badania dotyczące wpływu gęstości siewu na plon ziarna jęczmienia jarego wykazały, że na glebie kompleksu pszennego dobrego najwyższy plon uzyskano przy gęstości siewu 310 ziaren/m² - 4,37 t/ha. Dla gęstości siewu 240 i 380 ziaren/m² plon ziarna wynosił odpowiednio 4,27 i 4,33 t/ha.